# خوتینی
خوتینی (به چکی: Chotyně) یک منطقهٔ مسکونی در جمهوری چک است که در ناحیه لیبرتس واقع شده‌است. خوتینی ۹٫۰۴ کیلومتر مربع مساحت و ۹۷۰ نفر جمعیت دارد و ۲۶۰ متر بالاتر از سطح دریا واقع شده‌است.